# Rubus obvius
Rubus obvius är en rosväxtart som beskrevs av Liberty Hyde Bailey. Rubus obvius ingår i släktet rubusar, och familjen rosväxter. Inga underarter finns listade i Catalogue of Life.